# Четврти латерански сабор
Четврти латерански сабор је дванаести васељенски (екуменски) сабор по Католичкој цркви.  Сазвао га је папа Инокентије III, папском булом од 19. априла 1213. године. Сабор се одржавао од 11. до 30. новембра 1215. године.
На Четвртом латеранском сабору учествовали су први пут и прелати с европског истока, из Чешке, Угарске, Литваније и Естоније. Пред 404 бискупа, чија су имена и даље позната, и двоструко већим бројем опата, на свега три седнице расправљана су питања веома значајна за устројство и дисциплину Цркве. Било је то време врхунца папске моћи, када је за понтификата Инокентија III хришћански свет поново, после Четвртог крсташког рата (1204), био неко време сједињен.

## Одлуке
Седамдесет капитула донесених на Концилу обзнанило је одлуке којима су осуђена веровања албижана Јоакима од Тура и Јоакима од Фиоре. Концил је, такође, дао класично значење и овлашћења касније у историји озлоглашеној инквизицији. Одредио је да верник годишње барем једном мора да приступи исповести и причешћу. Напослетку, том приликом је одређено правило да дијецезе не могу остати без поглавара дуже од три месеца и установљена је обавеза сазивања локалних синода и генералних скупштина монашких редова. И Четврти латерански концил је пред себе ставио решавање световних питања: том приликом је Симон од Монфора добио у феуд грофовију Тулуз, највеће албижанско упориште, осуђена је Велика повеља слобода (Magna Charta Libertatum), коју су 1215. године енглеском краљу Јовану без Земље наметнули побуњени барони и, напослетку, Европа је поново позвана у велики крсташки рат.
Четврти латерански концил је у будућности имао велики значај и за српску историју. Концилска одредба којом је било забрањено постојање два бискупа престола у једној дијецези, повремено је постала препрека остварењу привилегија обећаних Србима, који су се у 16. и 17. веку населили на рубовима Хабзбуршког царства.